# 迪克·莱昂
迪克·莱昂（英語：Dick Lyon，1939年9月7日—2019年7月8日），美国男子赛艇运动员。他曾代表美国参加1964年和1972年夏季奥林匹克运动会赛艇比赛，其中1964年奥运会获得一枚铜牌。